# Даньчжоу
Даньчжо́у, Нада (кит. упр. 儋州, пиньинь Dānzhōu) — городской округ на северо-западе провинции Хайнань. 

## Этимология
Происхождение названия связано с некитайским племенем даньэр (儋耳, «вислоухие»), проживавшем на юго-западе Китая в эпоху Хань.

## История
После того, как в 111 году до н. э. империя Хань завоевала Намвьет, в этих местах был создан Даньэрский округ (儋耳郡), власти которого разместились в уезде Даньэр (儋耳县), однако уже в 82 году до н. э. он был присоединён к Чжуяскому округу (珠崖郡).
Во времена империи Суй Даньэрский округ был в 610 году создан вновь, его власти разместились в расположенном на месте древнего уезда Даньэр уезде Илунь (义伦县). После смены империи Суй на империю Тан Даньэрский округ был в 622 году преобразован в Даньчжоускую область (儋州).
Во времена империи Сун после того, как на престол взошёл Чжао Куанъи, из-за практики табу на имена, дабы избежать употребления иероглифа «义», входившего в личное имя нового императора, он был заменён на омонимичный иероглиф «宜», и название уезда стало писаться как 宜伦县. В 1097—1100 годах в этих местах отбывал ссылку поэт Су Ши.
Во времена империи Мин уезд Илунь был в 1439 году расформирован, а его территория перешла под прямое управление областных структур.
После Синьхайской революции в Китае была проведена реформа структуры административного деления, в результате которой области были упразднены, поэтому в 1912 году Даньчжоуская область была преобразована в уезд Даньсянь (儋县).
После перехода острова Хайнань под контроль КНР уезд Даньсянь был в 1950 году включён в состав Административного района Хайнань (海南行政区) провинции Гуандун. В 1957 году из уезда Даньсянь был выделен уезд Нада (那大县), но уже в 1958 году уезд Нада был вновь присоединён к уезду Даньсянь. В 1970 году Административный район Хайнань был переименован в Округ Хайнань (海南地区), но в 1972 году округ снова стал административным районом.
13 апреля 1988 года Административный район Хайнань был преобразован в отдельную провинцию Хайнань.
Постановлением Госсовета КНР от 3 марта 1993 года уезд Даньсянь был преобразован в городской уезд Даньчжоу.
19 февраля 2015 года городской уезд Даньчжоу был преобразован в городской округ.

## Административное деление
Городской округ делится на 17 посёлков, не имея в своём составе административных единиц промежуточного (уездного) уровня.

## Экономика

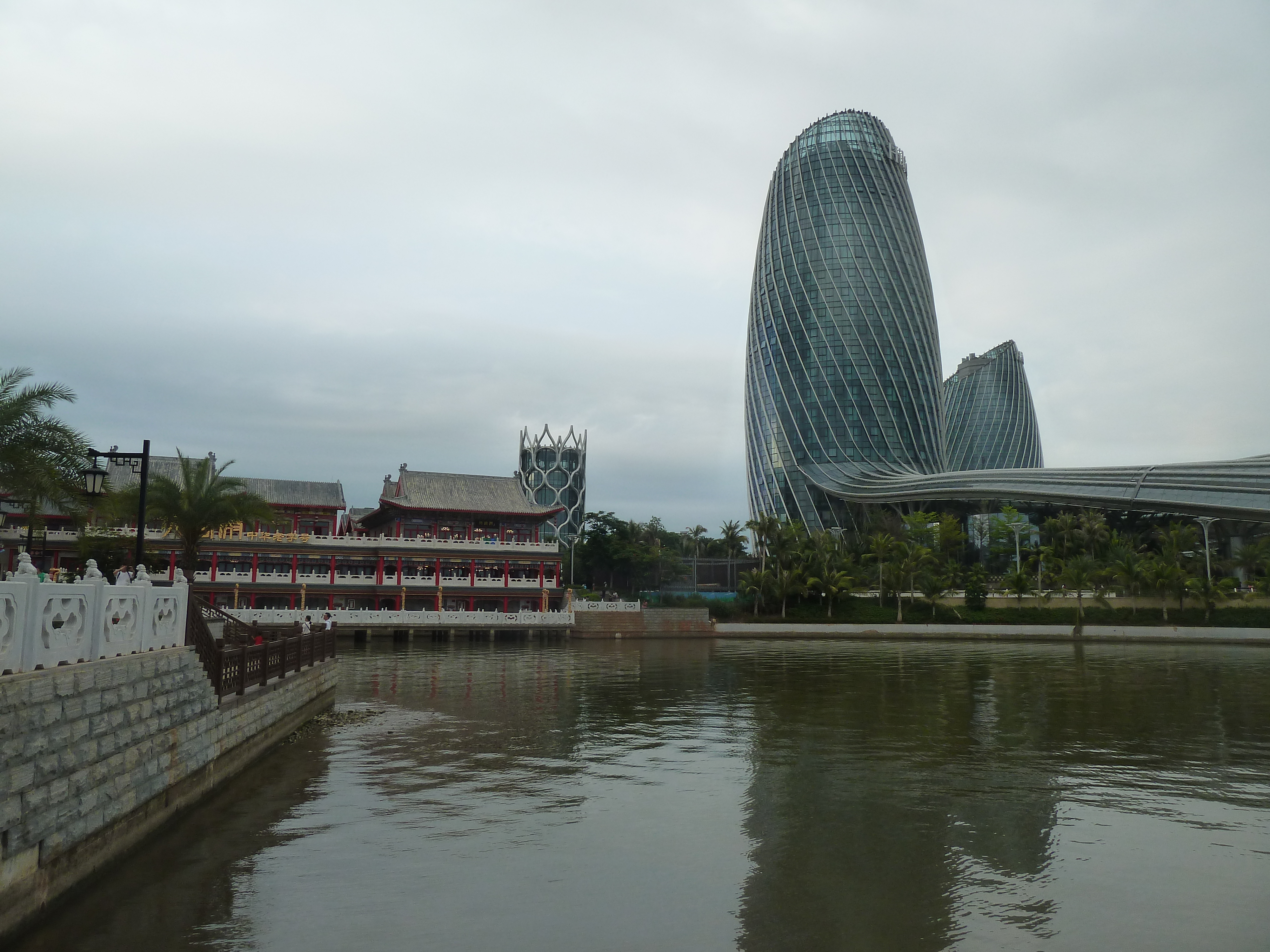
Ocean Flower Island

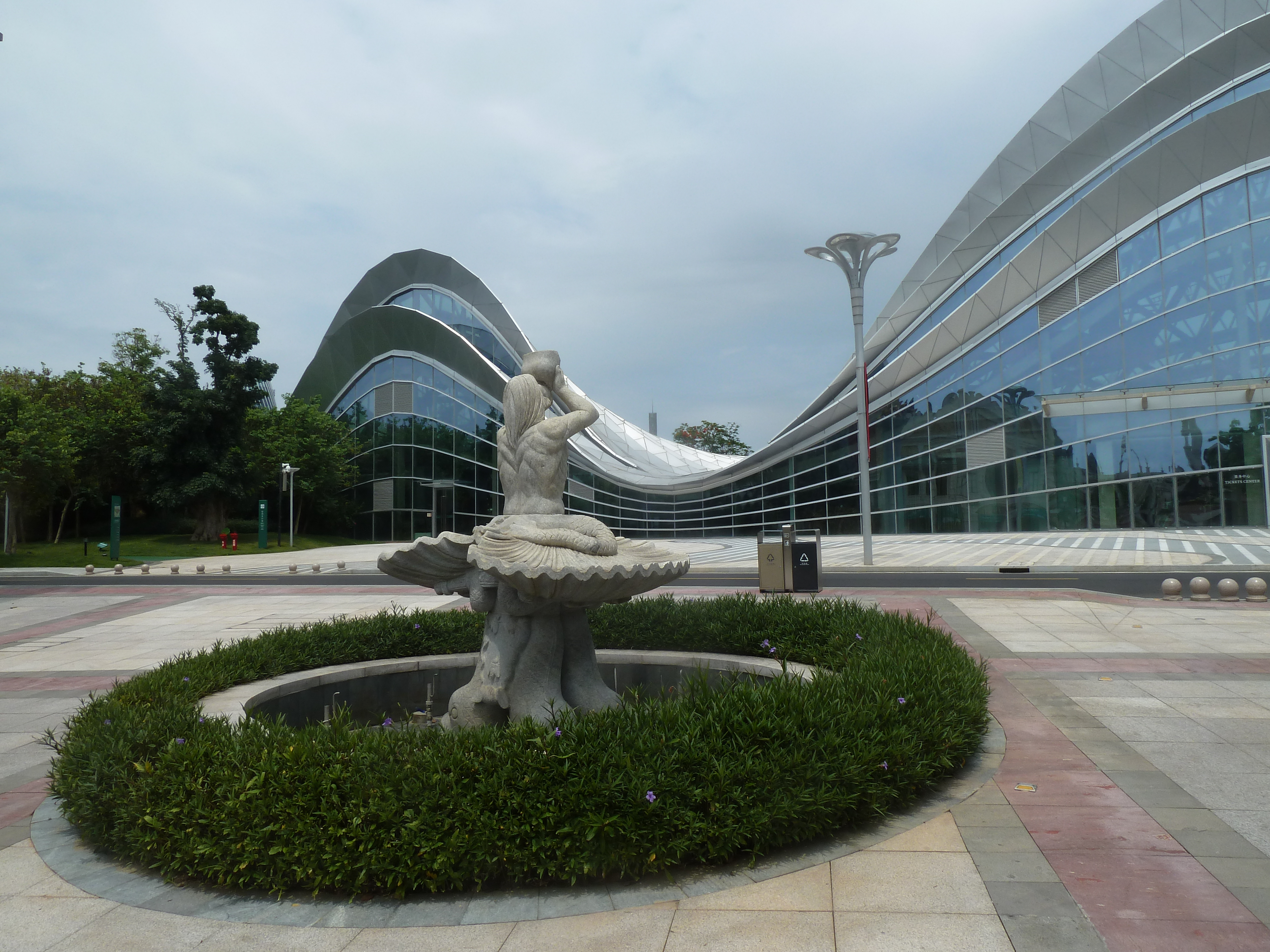
Ocean Flower Island

На полуострове Янпу расположена Yangpu Economic Development Zone площадью 31 кв. км. Она включает в свой состав морской порт, нефтеперерабатывающий завод и нефтехимический комбинат компании Sinopec Group, нефтебазу, крупный терминал по приёму СПГ (совместное предприятие компаний China National Offshore Oil Corporation и China Energy Investment Corporation), газовую ТЭС компании China National Offshore Oil Corporation, завод по производству ветроэнергетического оборудования компании Shenergy Group.
Крупнейшим проектом в области недвижимости является искусственный архипелаг Хайхуа (Ocean Flower Island).

## Транспорт

### Морской
Международный контейнерный терминал Янпу (портовая зона Сяочаньтань) связан с десятками портов по всему миру.

### Автомобильный
Через округ проходит 988-километровая Хайнаньская кольцевая туристическая магистраль.